# Naranjos
La ciudad de Naranjos es la cabecera municipal del municipio de Naranjos-Amatlan, es una de las ciudades más importantes del norte del estado mexicano de Veracruz de Ignacio de la Llave por ser el centro comercial y cultural de la Sierra de Otonpetec y parte de la zona de la laguna de Tamiahua

## Localización
Se localiza al norte del municipio en la Región Huasteca. Se sitúa en los 21°21.1´ de latitud norte y en los 97° 41.1´ de longitud oeste. A través de la carretera federal 180, dista 110 km del puerto de Tampico, y 77 km de Tuxpan. Las carreteras estatales hacia Chontla y Tamiahua, que unen Naranjos con los municipios vecinos.

## Historia
En márgenes del río Tancochin y al noroeste de la Sierra de Otontepec a una altitud de 55 metros sobre el nivel medio del mar, se encuentra la ciudad de Naranjos, cabecera del municipio de Naranjos-Amatlan, llamado anteriormente Amatlan-Tuxpan y Amatlantepec. El lugar que ocupa esta ciudad fue conocida con el nombre de "La Providencia", perteneciendo a la congregación de Empalizada al principio del siglo XX, lugar que fue poblado por los propietarios de los terrenos que les fueron adjudicados cuando se realizó el reparto de tierras del municipio por el año de 1895, siendo los primeros pobladores de Naranjos el señor Juan Cruz, Pilar Jiménez, Filiberto Herbert y la familia Casados. A raíz de exploraciones efectuadas por las compañías petroleras, a este lugar se le dio el nombre de "El Paso de los Naranjos", ya para este tiempo pertenecía a la congregación de Cervantes. Este nombre se lo pusieron los trabajadores de las cuadrillas de exploración, porque era el único lugar por donde pasaba el río y se encontraban un grupo de naranjos de origen silvestre llamados "cucho", fruto que alimentaba a los cotorros o cuchos, de ahí el nombre. La compañía petrolera "El Águila S.A." efectuó exploraciones y por el año de 1909 inició la construcción de una ramal del ferrocarril de Cuesillos al Paso de los Naranjos, y de este lugar al campo petrolero Chinampa 1, a partir de entonces empezaron a llegar personas de lugares circunvecinos y de varios puntos de la República Mexicana para realizar trabajos de exploración y perforación de pozos petroleros, habiéndose logrado la perforación de pozos importantes. Destacando el "Naranjos núm. 1" que tuvo una producción de 50,000 barriles diarios. El auge petrolero fue del año de 1916 a 1922, época en la cual circulaba el oro y los dólares se derramaron a torrentes por trabajadores y hombres de la región, por concepto de la participación directa de la renta de los terrenos. La hoy ciudad de Naranjos fue uno de los campos petroleros de mayor importancia que se distinguió en la época del auge del oro negro, logrando sobrevivir gracias al esfuerzo y espíritu de sus habitantes. Por los años de 1919 a 1920 se originó un aumento considerable de la población dada la influencia de gente con motivo de la explotación petrolera; debido a este fenómeno y al entusiasmo de algunas personas con espíritu progresista se realizaron gestiones ante el C. Gobernador del Estado para que el pueblo fuera elevado a la categoría política de congregación.
Producto de las gestiones realizadas, en el año de 1920 se logró la primera categoría política, siendo electo el primer Agente Municipal que fue el C. Antonio Cirino Cruz. El último Agente Municipal fue Augusto García Turrubiates, quien terminó su periodo el 31 de diciembre de 1941, entregando la oficina de la Agencia Municipal al primer Ayuntamiento que se constituyó en esta ciudad, el 1 de enero de 1942 para concluir sus funciones el 31 de diciembre de 1943, ya que en ese tiempo el periodo de los ayuntamientos duraba dos años en el cargo.
Decretos del municipio
a) Gaceta Oficial número 136 de fecha 12 de noviembre de 1925 Decreto número 203 expedido por la H. Legislatura del Estado. Por medio del cual se eleva a la categoría de Congregación el poblado denominado Los Naranjos del municipio de Amatlán Tuxpan.
b) Gaceta Oficial número 128 de fecha 25 de octubre de 1941. Decreto número 75. Se declara cabecera del municipio de Amatlantepetl, la congregación de Naranjos de dicha jurisdicción, debiendo trasladarse las oficinas administrativas al mencionado lugar.
c) Gaceta oficial del 3 de diciembre de 1942. Decreto número 87. Derogado el Decreto número 75 de fecha 21 de octubre de 1941, y en consecuencia se declara nuevamente la cabecera del municipio de Amatlantepetl, el poblado del mismo nombre; debiendo trasladarse las oficinas administrativas a este lugar.
d) Gaceta oficial del 18 de noviembre de 1943. Decreto número 116. Se abroga el Decreto número 87 del 24 de noviembre de 1942. Artículo 20. Se concede nuevamente carácter de cabecera del municipio de Amatlantepetl a la congregación de Naranjos. Artículo 30. Se eleva a la categoría de pueblo la hasta hoy Congregación de Naranjos.
e) Gaceta Oficial de fecha 24 de noviembre de 1960. Decreto número 77. En atención al progreso alcanzado en la actualidad, el pueblo de Naranjos, Ver., en comercio, densidad de población y obras de servicio social que en el mismo existen, se eleva el mencionado pueblo a la categoría de Villa.
f) Gaceta Oficial número 559 del 19 de enero de 1974. Decreto número 188. Artículo único. En virtud del progreso alcanzado en los órdenes económico y demográfico por la Villa de Naranjos cabecera del municipio de Amatlán Túxpam, Ver. se le concede el título de Ciudad.
g) Decreto número 15 de fecha 22 de junio de 1996. Se cambia la denominación del municipio de Amatlán Tuxpan por el de Naranjos Amatlán, con su actual cabecera municipal Naranjos.

## Clima
Su clima es tropical-cálido-húmedo con una temperatura promedio de 23,5 °C; su precipitación pluvial media anual es de 1.600,5 mm. Se encuentra regado por el río Tancochin.
En los meses de mayo y junio las temperaturas suelen acercarse a los 40 grados, mientras que diciembre y enero pueden llegar debajo de los 5 grados.
Los ecosistemas que coexisten en el municipio son el de selva mediana perennifolia con árboles como ceibas, cedros, chicozapotes, su fauna compuesta por poblaciones de tlacuaches, conejos, liebres, ardillas, coyotes y aves como tordos, papanes, palomas, chachalacas, cotorros, garzas.
El calor es muy común de mayo a octubre, incluso algunos días en invierno, las temperaturas pueden rodear los 40 °C entre mayo y junio, por el contraste pueden llegar debajo de los 5 °C en invierno.
La primavera tardía (mayo-junio) suele ser muy caluroso y seco, mientras que el verano es un poco menos caluroso pero muy lluvioso, el otoño temprano (octubre) suele ser todavía caluroso, el resto de otoño es más fresco, empiezan los frentes fríos que llegan del Golfo de México, el invierno es típico el clima suave o fresco, las lluvias pueden ser frecuentes en febrero.
La temperatura más alta es de 48 °C registrada el 27 de abril de 2011 y la más baja es de 2 °C registrada el 5 de febrero de 2011
Enero         Max.23 Min. 14
Febrero       Max. 24 Min. 16
Marzo         Max. 27 Min. 17
Abril         Max. 29 Min. 20
Mayo          Max. 32 Min. 22
Junio         Max. 35 Min. 23
Julio         Max. 31 Min. 22
Agosto        Max. 33 Min. 23
Septiembre    Max. 32 Min. 21
Octubre       Max. 31 Min. 20
Noviembre     Max. 26 Min. 16
Diciembre     Max. 24 Min. 15

## Atractivos
En Naranjos los lugares de interés son el puente colgante, El Mercado, el parque Constitución, la parroquia San José de la Montaña. Otros lugares cerca de la región son Amatlan donde esta una estatua de origen Huasteco "Sol Poniente".

### El Carnaval
El segundo en importancia en Veracruz, debido al goce de elegancia mostrada por las comparsas infantiles, juveniles y máster que participan; aunado a los carros alegóricos, disfraces y comparsas foráneas invitadas que recorren 2,5 km de calles del centro de la ciudad con la expectación de más de 30 mil personas, llegando al foro principal donde se congregan más de 10 mil almas frente al Parque Constitución para disfrutar de una noche plena de espectáculo en ambiente familiar, al mismo tiempo de presenciar Artistas y Grupos Musicales de talla nacional e internacional.

### El viacrucis
Dentro de las festividades de Semana Santa en Naranjos se encuentra el Viacrucis Viviente que se celebra anualmente, consolidándose como una de las más arraigadas tradiciones de los naranjenses, trascendiendo incluso en aspecto religioso y reconocido a nivel estatal por la Secretaría de Turismo y Cultura.